# Festival di Arirang

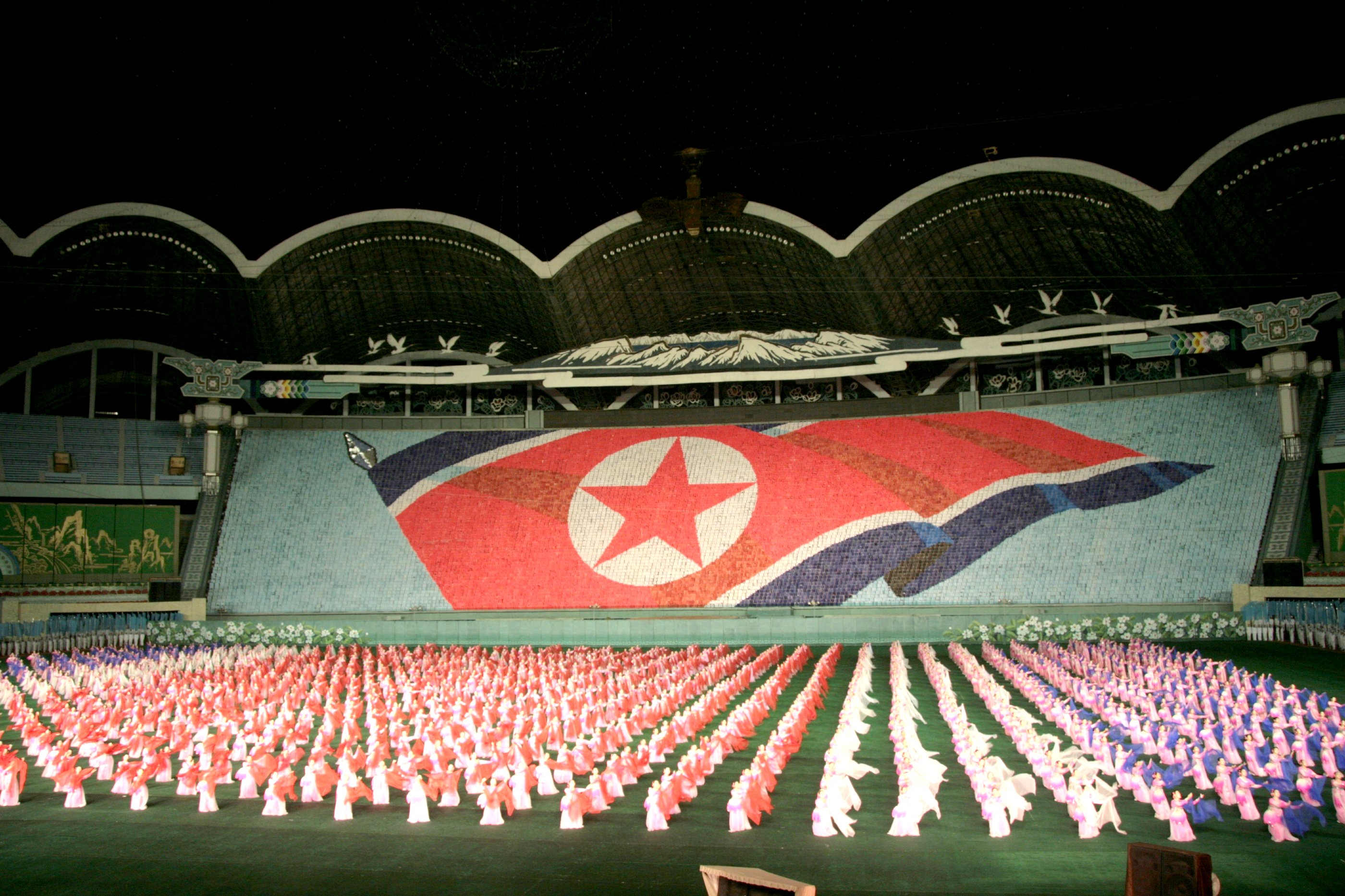
Un istante del festival 2007. La bandiera sullo sfondo è disegnata dagli spettatori con dei cartoncini colorati.

I  Grandi Giochi di Massa e di Prestazione Artistica di Arirang (아리랑 축제?, Arirang Ch'ukcheLR) sono uno spettacolo di massa che si tiene annualmente presso lo stadio Rungrado May Day di Pyongyang, in Corea del Nord, nel periodo tra agosto ed ottobre.
Il nome è tratto dall'omonima canzone popolare coreana.

## Iconografia
I Giochi di Massa radunano nello stadio folle oceaniche (circa 100.000 persone); nel corso delle varie esibizioni, danzatori, ginnasti e spettatori sugli spalti si esibiscono in esercizi di sincronia con cartoncini colorati e altri oggetti. I Giochi sono tesi ad esaltare il Partito del Lavoro di Corea, le forze armate nazionali e i leader Kim Il-sung, Kim Jong-il e Kim Jong-un.
Le varie coreografie presentano un'iconografia complessa ed allegorica. Ad esempio, il colore rosso, particolarmente nei fiori, rappresenta la classe dei lavoratori, il colore porpora rappresenta Kim Il-sung, mentre la montagna innevata accanto a un lago è il monte Baekdu, da secoli considerato luogo sacro dai popoli coreani ed indicato dalla propaganda del regime come luogo natale di Kim Jong-il.

## Partecipanti
Per partecipare ai giochi, il regime seleziona vari cittadini giudicati "particolarmente dotati" dai 5 anni d'età in su.

## Record del mondo
Nell'agosto del 2007 i giochi di massa di Arirang sono stati riconosciuti dal Guinness dei primati come più grande evento al mondo nel suo genere.